# Denis Žvegelj
Denis Žvegelj, född den 24 juni 1972 i Jesenice, är en slovensk roddare.
Han tog OS-brons i tvåa utan styrman i samband med de olympiska roddtävlingarna 1992 i Barcelona.